# Armand Zipfel
Armand Zipfel (Albigny-sur-Saône, 17 de junio de 1883 ― Albigny-sur-Saône, 2 de febrero de 1954) fue un pionero de la aviación mundial.  

## Biografía
Hijo de una familia alsaciana que había huido después de la guerra de 1870, su padre era propietario de una empresa de construcción de órganos en Lyon, donde el joven Armand aprendió mecánica. A pesar de ser menos conocido que los hermanos Charles y  Gabriel Voisin, junto con los que pasaba el verano en Albigny junto al río Saona, Armand Zipfel hizo historia en la aviación de Francia y de Europa.
Desde muy joven construía canoas y planeadores, y realizó su primer intento de vuelo en planeador en 1906.

### Primer biplano
En 1908 construyó su primer biplano en el taller de los hermanos Voisin, en Villeurbanne, realizando el primer vuelo el 19 de noviembre de ese año en el hipódromo de Grand Camp, cerca de Lyon. El 25 de noviembre consiguió volar en cuatro ocasiones distancias entre los 100 y los 300 metros a más de 3 metros de altura. El 1 de diciembre consiguió recorrer 1000 metros y el 9 de diciembre llegó a superar los 1500 metros de distancia.
A finales de enero de 1909 Zipfel se despazó a Berlín transportando su biplano, invitado por el periódico Berliner Lokal-Anzeiger , para participar en la primera exhibición aérea ofrecida en el campo de aviación de Tempelhof, siendo pionero en demostraciones de vuelo en aquella ciudad. Nueve meses después, Orville, el pequeño de los hermanos Wright realizaría demostraciones de vuelo en el mismo lugar. El 6 de enero de 1923, Tempelhof fue declarado oficialmente aeropuerto.
Durante el mes de agosto de 1909 se celebró en Reims la Grande Semaine de l’Aviation, primera exhibición de la historia de la aviación con participación internacional. Entre los participantes a la reunión acudieron figuras legendarias de la aviación como Louis Blériot, Louis Charles Breguet, Glenn Curtiss, Henri Farman, Hubert Latham y Louis Paulhan. 
En octubre viajó a Lisboa, donde realizó exhibiciones en el hipódromo de Belén a los mandos de un biplano Voisin Antoinette, con un motor de 40 caballos, consiguiendo volar cerca de 200 metros a 8 metros de altura, en el que fue el primer vuelo en territorio portugués.

### Instructor de aviación
A pesar de no haber obtenido nunca la licencia de piloto, Armand Zipfel se dedicó a la instrucción de vuelo, formando a un gran número de aviadores, muchos de los cuales fueron ases de la Primera Guerra Mundial. Uno de sus alumnos fue Dieudonné Costes, que junto a Maurice Bellonte, cruzó por primera vez, en 1930, el océano Atlántico volando de este a oeste sin escalas.
Después de la Primera Guerra Mundial se dedicó con poco éxito a negocios inmobiliarios en su tierra natal, donde murió en 1954 después de escaparse del asilo público donde vivía.
En 1966, se colocó en la casa donde nació una placa conmemorando el 60º aniversario de su primer vuelo.